# Смольево (Вологодская область)
Смольево — деревня в Вологодском районе Вологодской области.
Входит в состав Лесковского сельского поселения, с точки зрения административно-территориального деления — в Лесковский сельсовет.
Расстояние по автодороге до районного центра Вологды — 23 км, до центра муниципального образования Лесково — 8 км. Ближайшие населённые пункты — Ермаково, Закрышкино, Рогозкино, Прокунино, Макарово.
По данным переписи в 2002 году постоянного населения не было.